# Time Vaults
Albums de Van der Graaf Generator
The Quiet Zone/The Pleasure Dome
(1977) Maida Vale
(1994)
Time Vaults est un album du groupe de rock progressif britannique Van der Graaf Generator, sorti en 1982.
Cette compilation reprend des titres enregistrés entre 1971 et 1975, durant un hiatus dans la carrière du groupe. Certains titres étaient prévus pour l'album devant succéder à Pawn Hearts (1971), d'autres sont issus des sessions de Godbluff (1975). Des overdubs de saxophone et de chant ont été ajoutés par Peter Hammill en vue de la publication de cette compilation.

## Titres
Toutes les chansons sont de Peter Hammill, sauf indication contraire.

### Face 1
1. The Liquidator – 5:24
2. Rift Valley (Hammill, Jackson, Evans) – 4:40
3. Tarzan (Hammill, Jackson, Evans, Banton) – 2:09
4. Coil Night (Jackson) – 4:12
5. Time Vaults – 3:33
6. Drift (I Hope It Won't) (Banton) – 2:40

### Face 2
1. Roncevaux – 6:55
2. It All Went Red (Hammill, Jackson, Evans) – 4:07
3. Faint and Forsaken – 2:45
4. Black Room – 8:52

## Musiciens
- Peter Hammill : chant, guitare, piano
- Hugh Banton : orgue, basse
- Guy Evans : batterie
- David Jackson : saxophone, piano